# Prințul William, Duce de Cumberland
Prințul William Augustus (26 aprilie 1721[S.N.] – 31 octombrie 1765), a fost fiul cel mic al regelui George al II-lea al Marii Britanii și a reginei Carolina de Ansbach. A fost Duce de Cumberland din 1726.

## Arbore genealogic
1. ↑  Kindred Britain
2. ↑  IdRef, accesat în 11 mai 2020